# 춘천 봉의산성
춘천 봉의산성(春川 鳳儀山城)은 대한민국 강원특별자치도 춘천시에 있는 고려시대의 산성이다. 1979년 5월 30일 강원특별자치도의 기념물 제26호로 지정되었다.

## 개요
강원도 춘천시 강원특별자치도청의 뒷산인 봉의산 능선에 쌓은 산성으로, 가파른 지형을 이용해서 쌓았다. 원형은 많이 훼손되어 1991년에 105m를 복원하였고, 1993년에 40m를 복원하였다.
『신증동국여지승람』에는 봉산 산성의 둘레는 2,463척이고 높이는 10척이라 기록되어 있다. 『고려사절요』에 의하면 거란족의 침입으로 안찰사 노주한이 이곳에서 전사하였고, 『고려사』에는 몽고족의 4차 침입 때 춘천 주민들이 산성에 들어가 항거하였다는 기록이 있다. 또 임진왜란 때에는 강원도 조방장(助防將) 원호(元豪)의 활동지역이었으며, 한국전쟁 당시에도 격전지였다.
산성을 쌓은 연대는 정확히 알 수 없으나 거란, 몽고와의 전쟁에서 격전지였던 기록을 감안하면 고려 중엽에 쌓은 성으로 추측된다.
봉의산성은 규모는 그리 크지 않으나 원형 그대로 형태를 유지하고 있어 춘천지방 사람들에게 항전의 현장이었음을 역력히 보여주고 있다. 이 성은 지세가 험하여 쳐들어오는 적을 막기에는 좋았으나, 식수가 부족하고 크기가 작아 장기간 적의 포위에는 감당하기 힘들었던 것으로 여겨진다.

## 현지 안내문

### 문화재 안내문
산성이란 적의 침입에 대비해 전투에 유리한 지형을 이용하여 쌓은 성을 말한다. 이 산성을 언제 쌓았는지는 확실히 알 수 없으나 7세기 이후 신라에 의해 축조되었을 것으로 추정된다.
《고려사절요》에 의하면 1217년(고종 4년) 거란족 일파의 침입으로 안찰사 노주한이 전사하였다고 하며 《고려사》에서는 1253년(고종 40년) 몽고병이 침입하자 춘천 주민이 이 산성으로 들어가 항전하였는데, 몽고병의 포위가 장기화되면서 성안의 식량과 식수가 부족하여 소와 말을 잡아 그 피를 마시는 상황에 이르게 되는 등 비참한 광경이 일어 났다고 한다. 또한 돌파구 마련을 위해 교주도 안찰사 박천기가 조직한 결사대의 공격도 성과를 거두지 못하고, 마침내 산성이 함락되자 대부분의 군·관·민이 죽음을 당하였다고 한다. 이 곳은 임진왜란 당시 강원도 조방장 원호가 진을 쳤던 곳이며, 한국전쟁 때에는 남하하는 북한군을 저지하던 격전지이기도 하다.
산성의 둘레는 약 1,280m에 달하며, 높이는 5~6m 내외이나 지형에 따라 다르다. 성벽은 대체로 붕괴되었으나 일부 구간에는 석축이 남아 있으며, 일부 구간은 지난 1991~1994년에 복원 공사를 하였다.

### 봉의산 순의비
춘천의 진산인 봉의산은 이 고장과 영고를 함께한 우리들의 표상으로 그 갈피마다에는 역사의 자취가 서려 있다. 고려 고종 40년(1253)에 몽골군이 춘천에 침입하였을 때에는 이 고장의 민관이 봉의산성에서 몽골군과 대치하여 줄기찬 항전을 벌였던 곳이기도 하다. 군세가 적에게 미치지 못한데다가 식수마저 끊기어 우마의 피로 해갈을 하면서도 나라를 지키려는 굳은 의기로 굽힐 줄 모르는 항거를 하였으나 힘이 다하여 산성이 적에게 함락되자 참전하였던 관민이 함께 이 산에 피를 뿌리고 전사했으며 끝까지 생존하였던 관민들은 적에게 굴하여 욕되게 사느니보다 깨끗한 대의에 순하겠다고 가족과 함께 자결을 결행했던 곳이 바로 이 봉의산이다. 나라를 지키려다 뿌린 선열의 숭고한 피가 스며있는 산성은 허물어진 채 오늘까지 그 잔영이 전하고 있으나 대의에 순한 이름 모를 수많은 선열의 절의는 세월 속에 잊혀가고 있기에 여기 이분들의 고혼을 달래고 그 충절을 후세에 기리기 위해 이비를 세운다. 1983년 6월 2일.

## 같이 보기
- 원호

## 참고 자료
- 춘천봉의산성 - 국가유산청 국가유산포털